# Bril

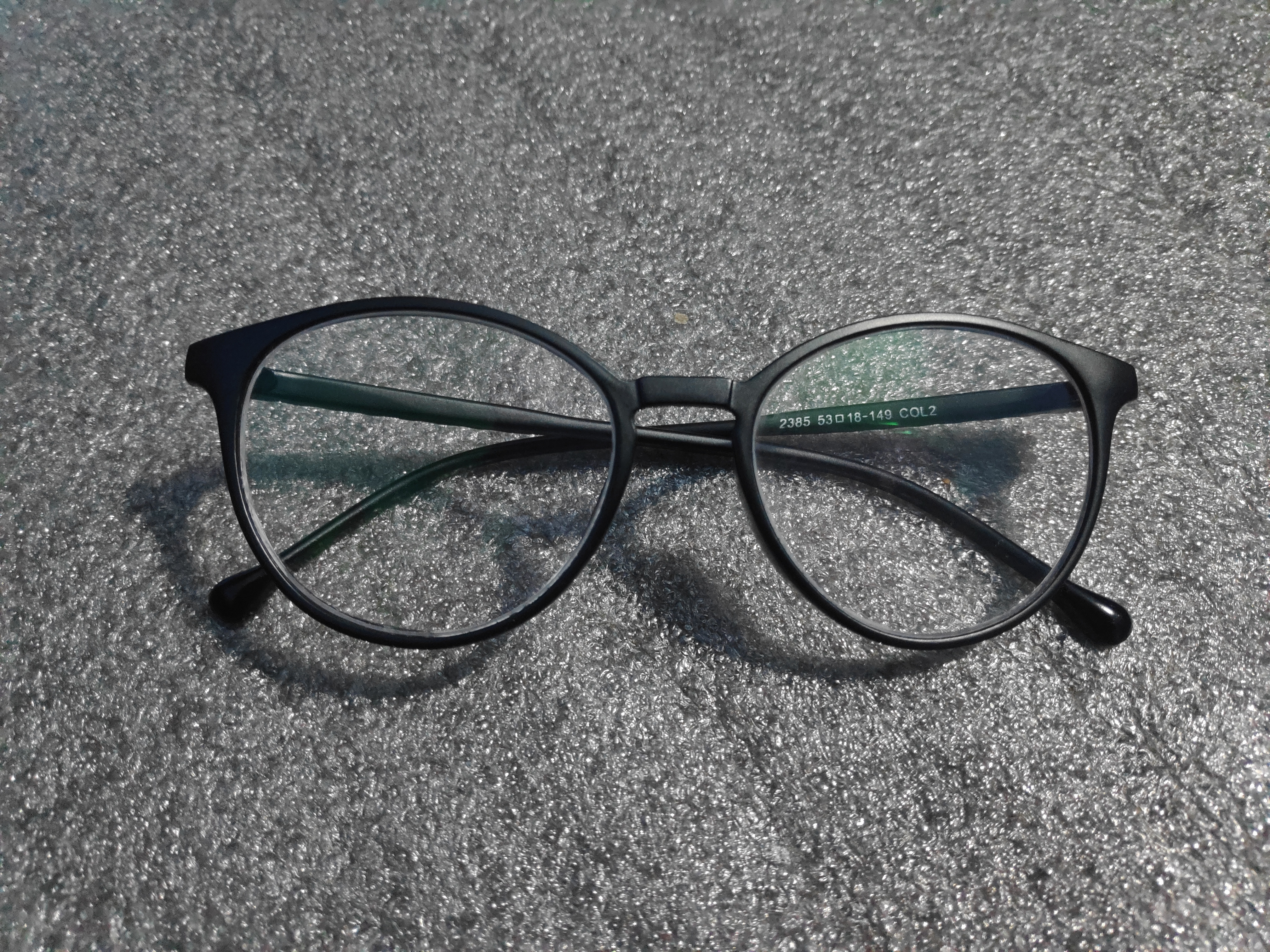
Een bril

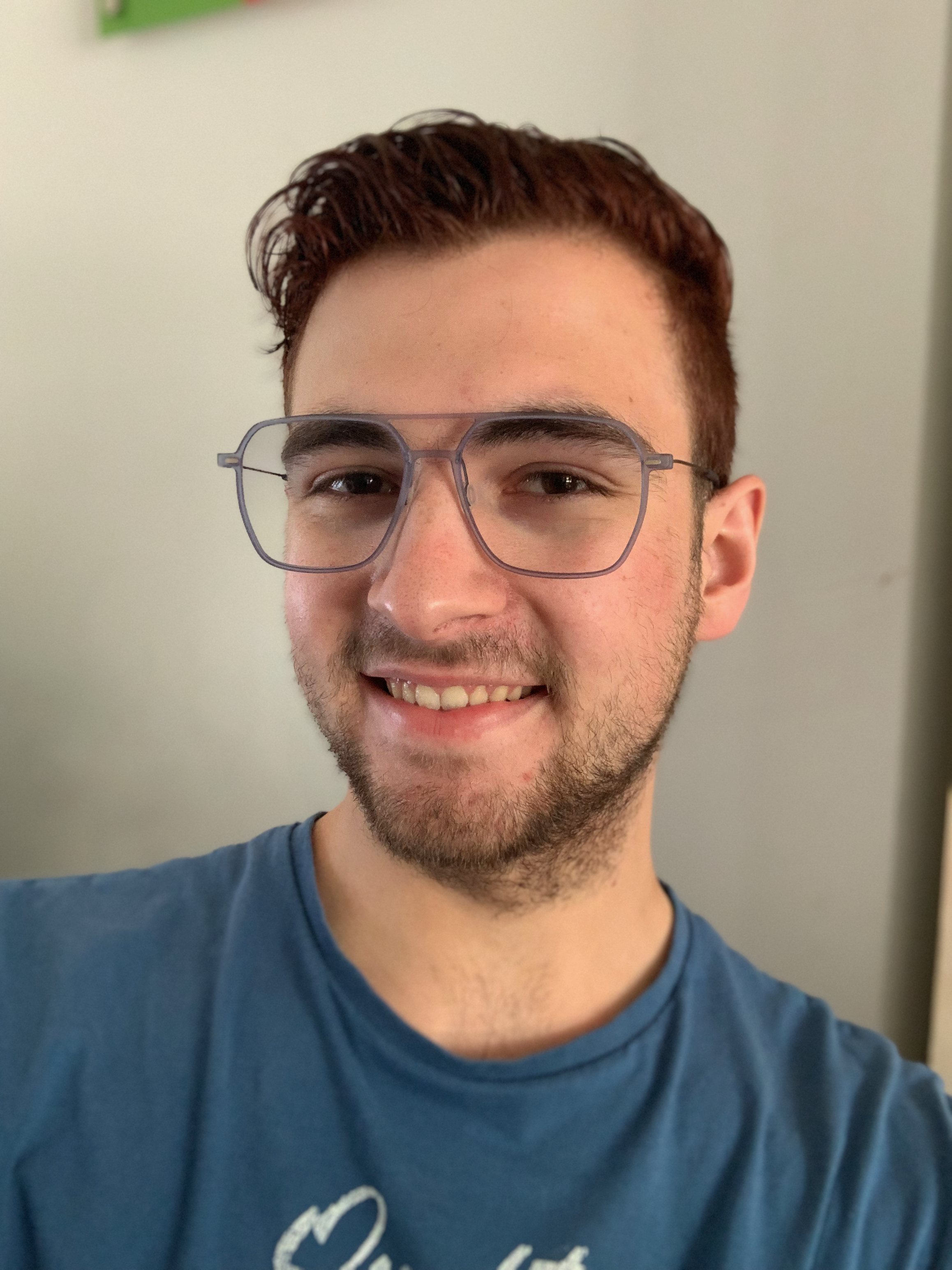
Man met bril

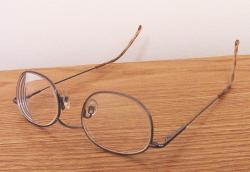
Een bril

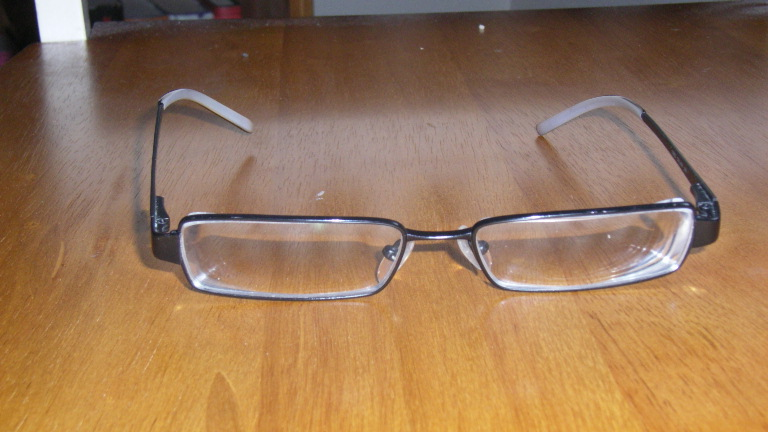
Een bril

Een bril is een optisch instrument dat voor de ogen gedragen wordt en dat bestaat uit het montuur en de "glazen" (optische lenzen) van glas of kunststof. De bril compenseert de oogafwijkingen, waardoor de drager beter ziet. Oogafwijkingen die kunnen worden gecompenseerd of gecorrigeerd met een bril zijn bijvoorbeeld refractiefouten (ametropie: myopie (bijziendheid) en hypermetropie (verziendheid)), scheelzien en ouderdomsverziendheid. Verder worden brillen gebruikt als oogbescherming, zoals zonnebrillen en veiligheidsbrillen, en voor speciale therapeutische, diagnostische en experimentele toepassingen.

## Correctiebrillen

### Positieve en negatieve glazen

Oogafwijkingen en hun correctie
PS = normaal zicht, H = verziendheid, M = bijziendheid, P = oudziendheid;
EL = ooglens, CL = correctielens (bril);
FP = vertepunt, NP = nabijheidspunt, NP_{corr} = nabijheidspunt na correctie;
rood = veraf, blauw = dichtbij; getrokken = ongecorrigeerd, gestippeld = gecorrigeerd.

Het dichtstbijgelegen punt vanwaar men nog zonder moeite scherp kan zien wordt het nabijheidspunt genoemd. Dit punt ligt bij een normaal (emmetroop; zonder afwijkingen) menselijk oog op circa 30 cm vóór het oog; op jonge leeftijd zelfs nog dichterbij. Het verst verwijderde punt vanwaar men nog scherp ziet heet het vertepunt, dat bij een normaal oog op oneindig ligt.
Bij veel mensen liggen deze punten echter op afwijkende afstanden.
- Liggen beide punten te dichtbij, dan spreekt men van myopie (bijziendheid). Het nabijheidspunt ligt dan veel dichterbij dan 30 cm, en het vertepunt ligt ver vóór oneindig. Men kan dus heel dichtbij al scherp zien, maar op bijvoorbeeld een paar meter afstand ziet men al onscherp, en in de verte nog onscherper. Dit wordt gecorrigeerd met een negatieve lens, die het vertepunt weer op oneindig legt en het nabijheidspunt op circa 30 cm.
- Liggen beide punten te veraf, dan heet dat hypermetropie (verziendheid). Het vertepunt ligt dan als het ware „voorbij” oneindig, ofwel ver achter de persoon (het is dus een virtueel vertepunt geworden). Zonder bril zal het oog van een verziend persoon voortdurend accommoderen om de oogfout op te heffen, waardoor men klachten kan krijgen als hoofdpijn, vermoeide ogen en concentratieproblemen. De hypermetropie wordt gecorrigeerd met een positieve lens, die het nabijheidpunt op circa 30 cm legt en het vertepunt op oneindig. Hierdoor kan de drager in de verte scherp zien, zonder zich te moeten inspannen om de ooglens voortdurend te accommoderen; de klachten zullen verdwijnen.

Behalve van het oog zelf hangt de benodigde sterkte van een brillenglas ook af van de afstand tussen het oog en de lens, de zogenaamde hoornvliesafstand. Deze afstand is doorgaans 12 à 14 millimeter en wordt bepaald door het montuur. Hoe groter de afstand tot het oog, hoe sterker een negatieve lens moet zijn en hoe zwakker een positieve lens moet zijn.

### Leesbril
Rond het 40e levensjaar zal het oog langzaam accommodatievermogen verliezen doordat de ooglens minder flexibel wordt en hierdoor niet bol genoeg meer kan worden om nabije voorwerpen scherp te zien. Dit heet presbyopie (oudziendheid). Het komt erop neer dat het nabijheidspunt (zie schematische afbeelding) verder weg komt te liggen. Het is een normale aandoening, die leeftijdsgebonden is en dus iedereen zal treffen. De ideale leesbril beeldt een voorwerp dat zich op circa 30 cm afstand bevindt, af in het nabijheidspunt. De leesbril vangt zodoende het tekort aan accommodatie op, waardoor dichtbij weer scherp gezien kan worden.
Wanneer iemand daarnaast ook al bijziend of verziend is, wordt de voor presbyopie benodige correctie opgeteld bij de reeds bestaande myopie- of hypermetropiecorrectie. De extra sterkte ten behoeve van de presbyopiecorrectie wordt leesadditie of kortweg additie genoemd. Het kan dus voorkomen dat een leesbril negatief is. Dat zal het geval zijn wanneer de myopiecorrectie sterker is dan de leesadditie. Wel is de leesbril dan altijd minder negatief dan de myopiecorrectie. Veel van deze mensen hadden in het begin van hun presbyopie, toen ze nog geen leesbril of leesgedeelte hadden, de gewoonte om de (gewone) bril af te zetten bij het lezen: op korte afstanden werd de presbyopie min of meer gecompenseerd door de myopie.
De leesadditie kan ook in een gewone bril worden geïntegreerd. Dat levert dan een bifocaal (eventueel zelfs een trifocaal) dan wel een multifocaal brillenglas op.

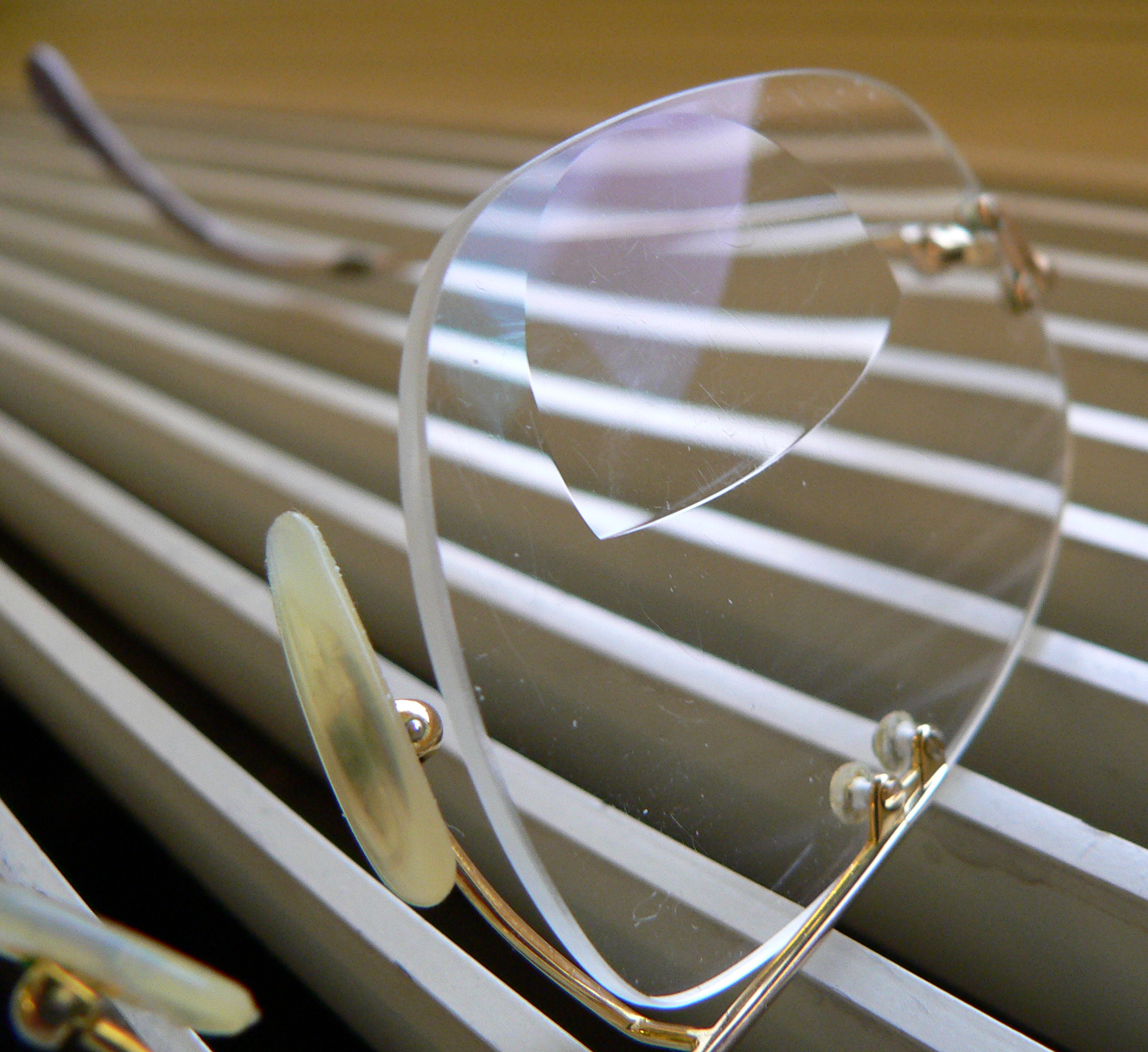
Bifocale bril
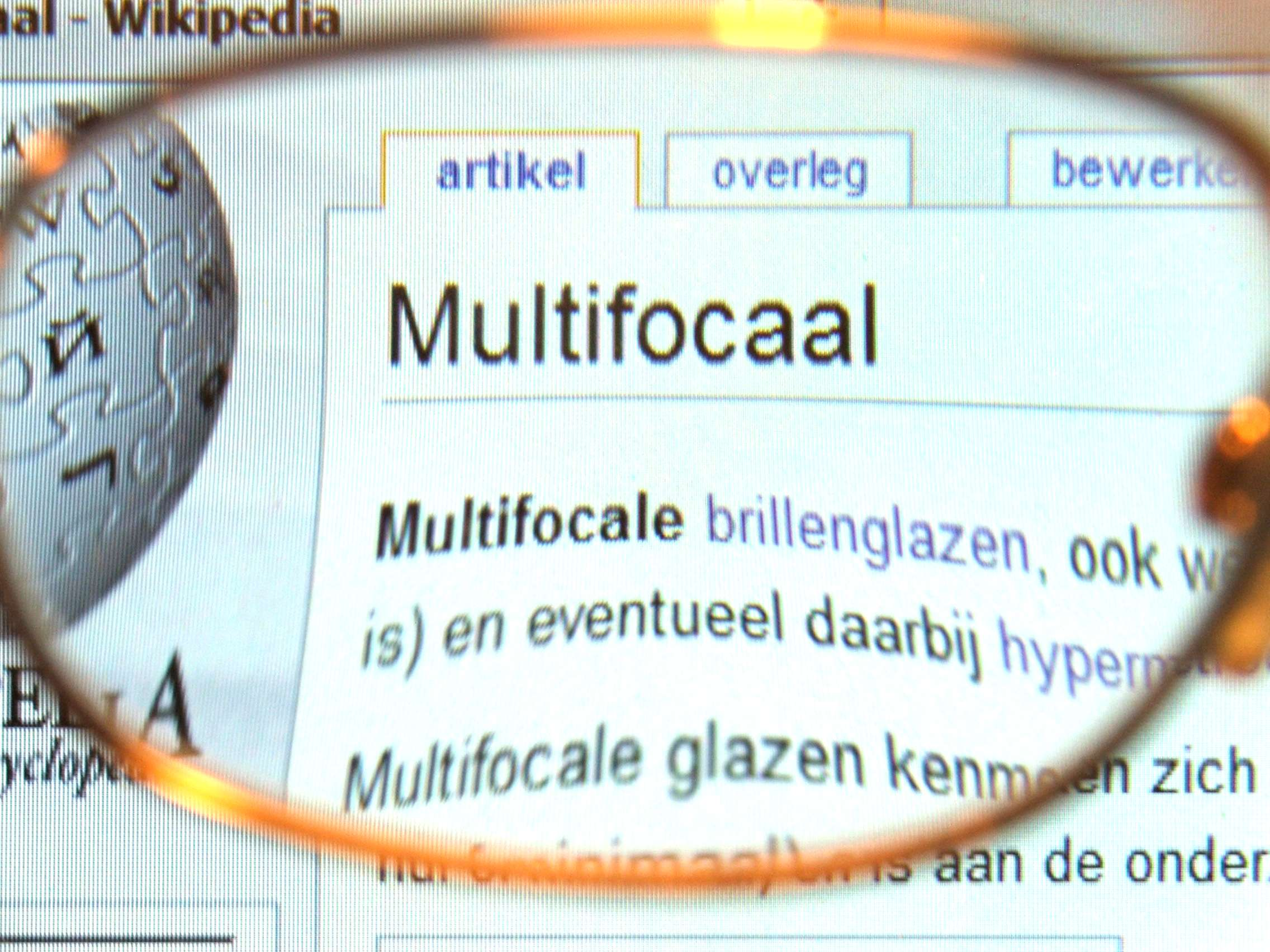
Multifocale bril

Sommige brildragers vinden bij langdurig beeldschermgebruik een afzonderlijke beeldschermbril – al dan niet met een leesgedeelte – comfortabeler dan een multifocale bril met een relatief klein gedeelte voor beeldschermgebruik.

### Cilinder
Vaak is de breking van het oog (hoornvlies en lens tezamen) niet in alle richtingen even sterk. Dit heet astigmatisme. Het glas van de bril moet dan in de ene richting meer corrigeren dan in de andere. Men spreekt dan – vooral bij contactlenzen en implantaatlenzen – van een torische lens; in de praktijk heeft men het echter ook vaak over een cilindercomponent of kortweg cilinder. In het brilrecept wordt aangegeven hoe sterk de cilinder moet zijn en in welke richting de cilinderas moet wijzen.

### Prisma
Wanneer de ogen niet goed samenwerken, moet er voortdurend moeite worden gedaan om niet dubbel te zien. Dit heet scheelzien. Wanneer het nog, met moeite, lukt de ogen in dezelfde richting te laten kijken, is het scheelzien latent; dat kan echter wel hoofdpijn en vermoeidheid veroorzaken. De klachten kunnen vaak verminderd worden door een prismavorm in de bril te slijpen. Het komt erop neer dat voor- en achtervlak van het brillenglas iets ten opzichte van elkaar worden gekanteld. De lichtbundel wordt daardoor iets opzij gebogen. Het scheelziende oog kan dan ontspannen kijken, terwijl toch het juiste beeld wordt gezien.

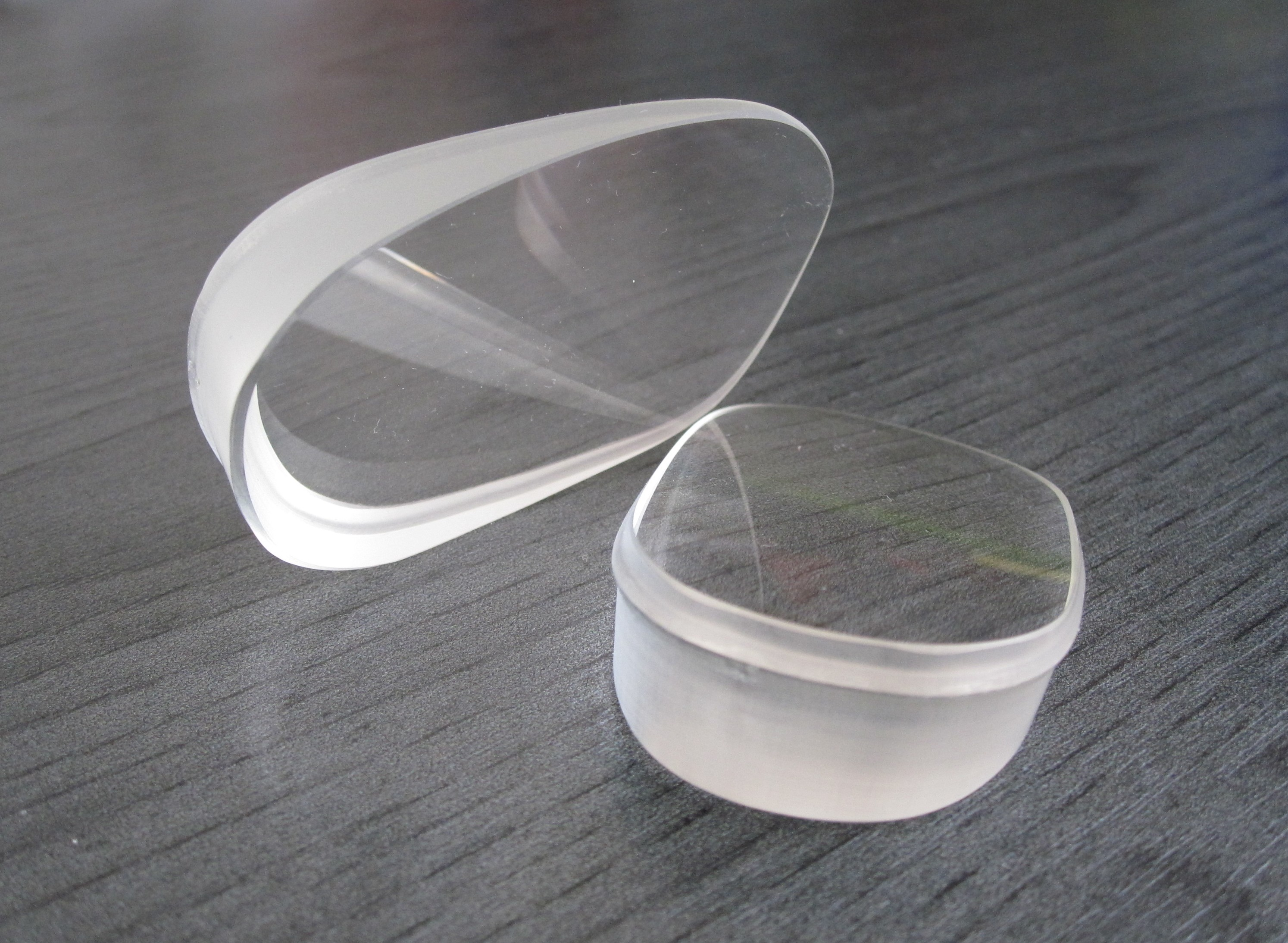
Prismatische glazen
Prismatisch glas geïnterpreteerd als niet-centrale uitsnede uit een sferisch glas (bovenaanzicht); OAe = optische as oog, OAg = optische as brillenglas, F = brandpunt, R1, 2 = kromtestralen

## Algemeen

### Lensvorm
Voor brillenglazen worden vrijwel altijd meniscuslenzen gebruikt, dat wil zeggen lenzen die aan de ene kant bol en aan de andere kant hol zijn. Daardoor blijft bij opzij, omlaag of omhoog bewegen van het oog de afstand tussen het oog en het glas ongeveer gelijk. Men noemt deze meniscusvorm daarom ook wel oftalmische vorm (van het Grieks ὀφθαλμός (oftalmos), ‘oog’).

### Materialen
Brillenglazen kunnen van glas of van kunststof – meestal polycarbonaat of polymethylmethacrylaat – worden gemaakt. Het voordeel van kunststof is een lager gewicht. Bovendien breken deze ‘glazen’ niet zo snel, wat ze geschikter maakt voor kinderbrillen. Voor grotere brilsterktes wordt vaker kunststof geadviseerd vanwege het geringere gewicht, maar wie glas mooier vindt, zal eerder geneigd zijn het grotere gewicht voor lief te nemen. Kunststof raakt sneller bekrast; daarom worden kunststof glazen van een harde coating voorzien om ze enigszins tegen krassen te beschermen.
Opticiens maken meestal niet bekend welke merken lenzen ze gebruiken met welke kwaliteit. Daardoor is het voor de klant moeilijk of onmogelijk om lenzen te kiezen gebaseerd op deze gegevens en krijgt men automatisch de lenzen van een merk die de betreffende opticien gekozen heeft (zonder gegevens daarover te krijgen). Ondanks dat voor de werking van de bril het materiaal van de lens belangrijker is dan het model van de bril is, vreemd genoeg, de keuze voor een bril vaker gebaseerd op het laatste dan het eerste.

### Antireflectiecoating

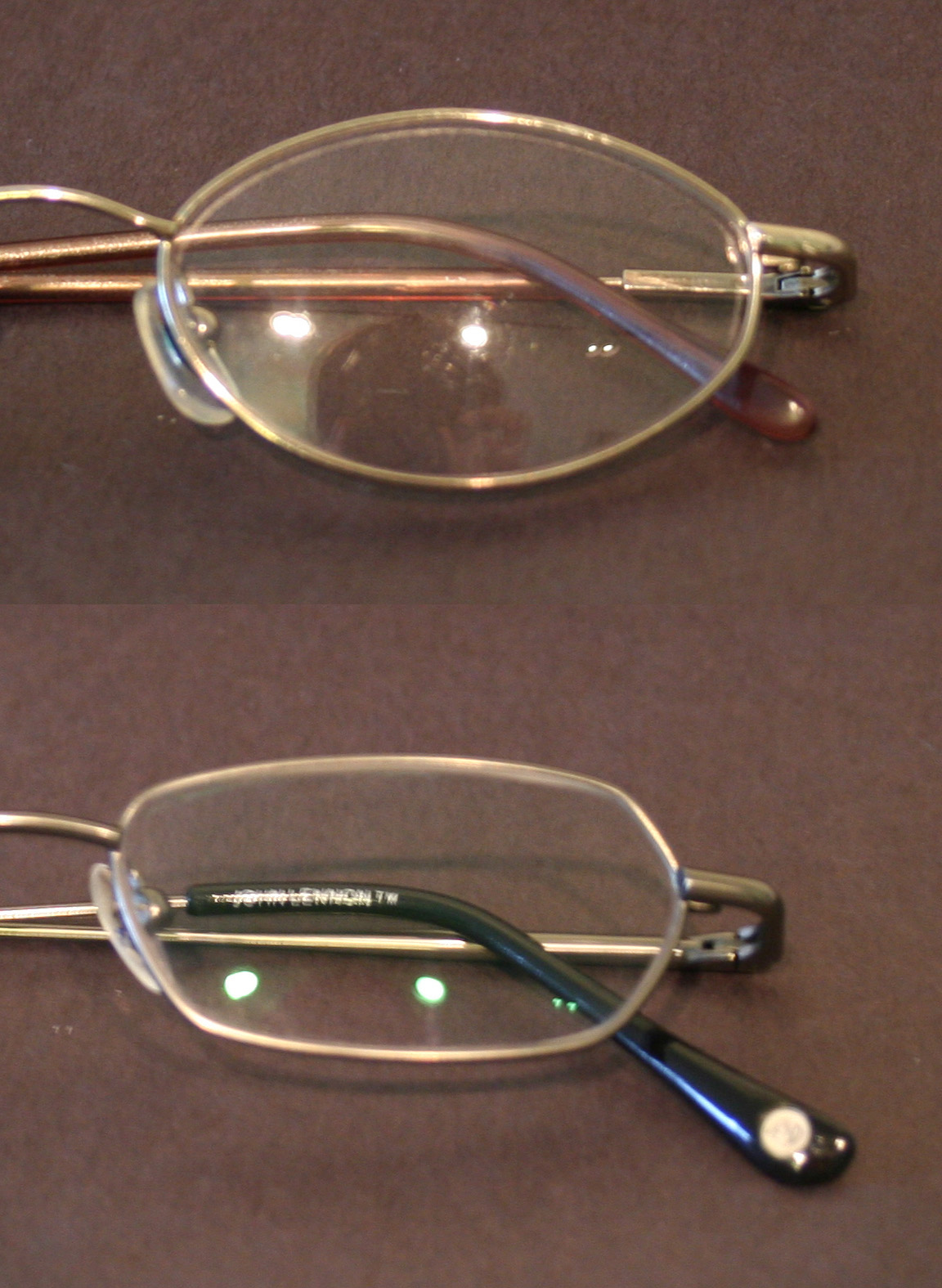
Vergelijking tussen niet ontspiegelde (boven) en ontspiegelde brillenglazen (onder). De gereflecteerde stralen hebben een groene kleur in de ontspiegelde glazen.

Brillenglazen kunnen desgewenst worden voorzien van een antireflectiecoating. Dat is een opgedampt laagje van een mineraal, met een dikte gelijk aan ¼ van de golflengte waarbij reflectie het meest hinderlijk is. Een deel van het licht wordt door het bovenvlak van de coating weerkaatst, en een ander deel door het grensvlak tussen coating en glas. De tweede heeft dus tweemaal de dikte van de coatinglaag doorlopen en loopt dus een halve fase achter bij de eerste reflectie. Door dit faseverschil doven zij elkaar uit (interferentie). Het voordeel van een antireflectiecoating is dat men een beter contrast krijgt doordat er minder lichtverlies door reflectie optreedt.

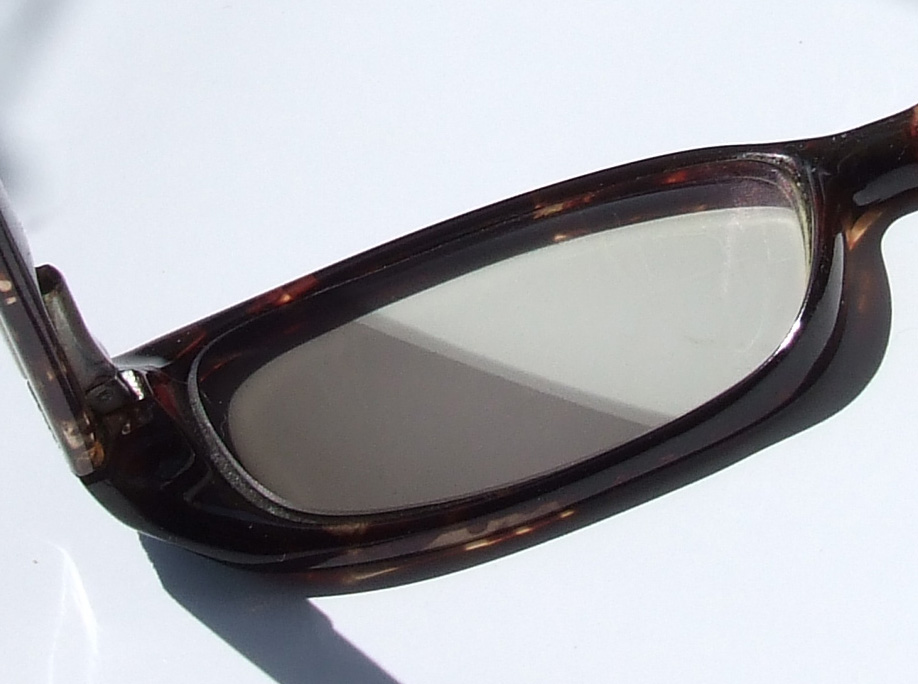
Bril voorzien met glazen met een fotochromatische coating

### Fotochromatische coating
Desgewenst kunnen brillenglazen worden voorzien van een fotochromatische coating. Hierdoor werkt de bril als een zonnebril, die echter reageert op de hoeveelheid UVA- en UVB-straling in het daglicht. De filtering kan hierdoor uiteenlopen van minimaal 10% tot maximaal 85% van de lichtsterkte. Een nadeel van de fotochromatische coating is dat deze veelal niet werkt in de auto. De ruiten van de auto filteren de UVA- en UVB-straling die zorgt voor het opkleuren van de glazen. Een ander nadeel kan zijn de sterkere werking in zeer warme gebieden. De laag kan worden aangebracht in combinatie met een antireflectiecoating. De werking en de toepassing als coating werd ontdekt en ontwikkeld in de jaren zestig van de twintigste eeuw door chemicus Stanley Donald Stookey en zijn collega William Armistead.

### Positionering in montuur
Het spreekt vanzelf dat een brillenglas precies op maat is gemaakt voor één oog van één bepaalde persoon. Voorts is het van belang dat het glas goed gepositioneerd wordt ten opzichte van het oog. Bij een sferisch glas is het voldoende als de optische as ervan samenvalt met de oogas; dit glas is immers rotatiesymmetrisch. Van belang is hierbij de pupilafstand, aangegeven als PD (Pupil Distantie). Bij asferische glazen moet de cilindercomponent in de juiste stand staan. Omdat de ogen bij focussen op korte afstand (leesafstand) naar elkaar toe draaien verkleint de PD en dient hiermee bij multifocale lenzen rekening te worden gehouden.
Daarom bevatten brillenglazen die van de fabriek komen, allerlei merktekens waarmee de opticien rekening moet houden bij het op maat slijpen voor het montuur. Sommige van deze merktekens zijn ingeëtst en dus permanent, maar ze zijn zo licht en klein (afhankelijk van het merk 1 à 3 mm hoog) dat ze nauwelijks te zien zijn als men niet weet waar en waarnaar men moet zoeken. Niet-permanente merktekens worden voor aflevering aan de klant door de opticien weggepoetst.

### Het aanmeten van een bril
Een brilvoorschrift wordt opgesteld op basis van een oogmeting. Dat kan door een oogarts, een optometrist of een opticien worden gedaan. Als de opticien nog andere oogafwijkingen constateert, zal deze de cliënt naar de oogarts doorverwijzen.

## Speciale brillen

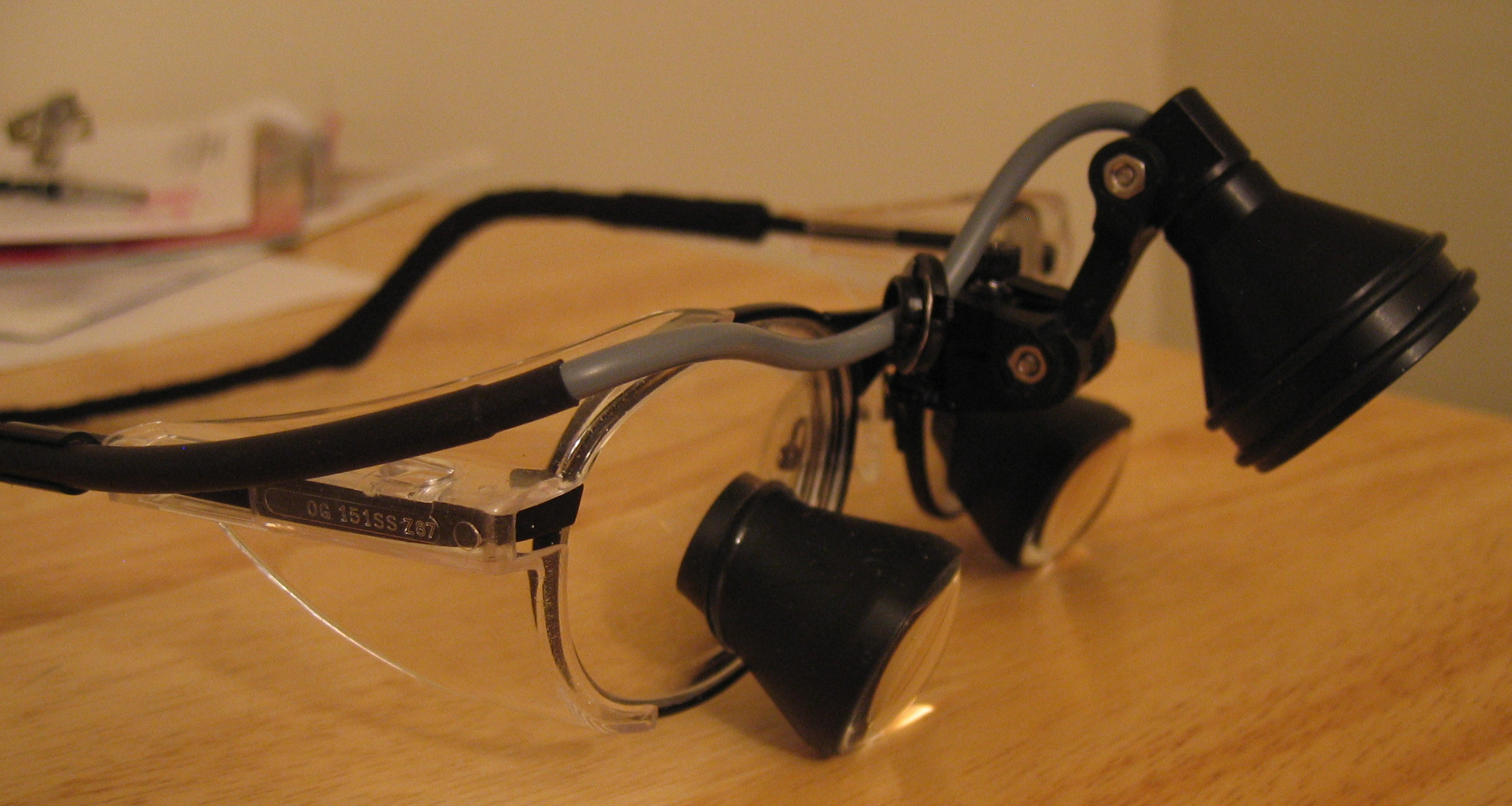
Speciale tandartsenbril met loepen

### Brillen met ingebouwde loepen
Voor verschillende doeleinden bestaan brillen met een of twee ingebouwde loepen. Deze worden wel gebruikt door snijdend specialisten, tandartsen, instrumentmakers en anderen.

### Brillen voor bijzondere oogklachten
Er zijn speciale brillen voor bijzondere oogklachten, zoals brillen met speciaal gekleurde glazen bij extreme overgevoeligheid voor licht.

## Geschiedenis

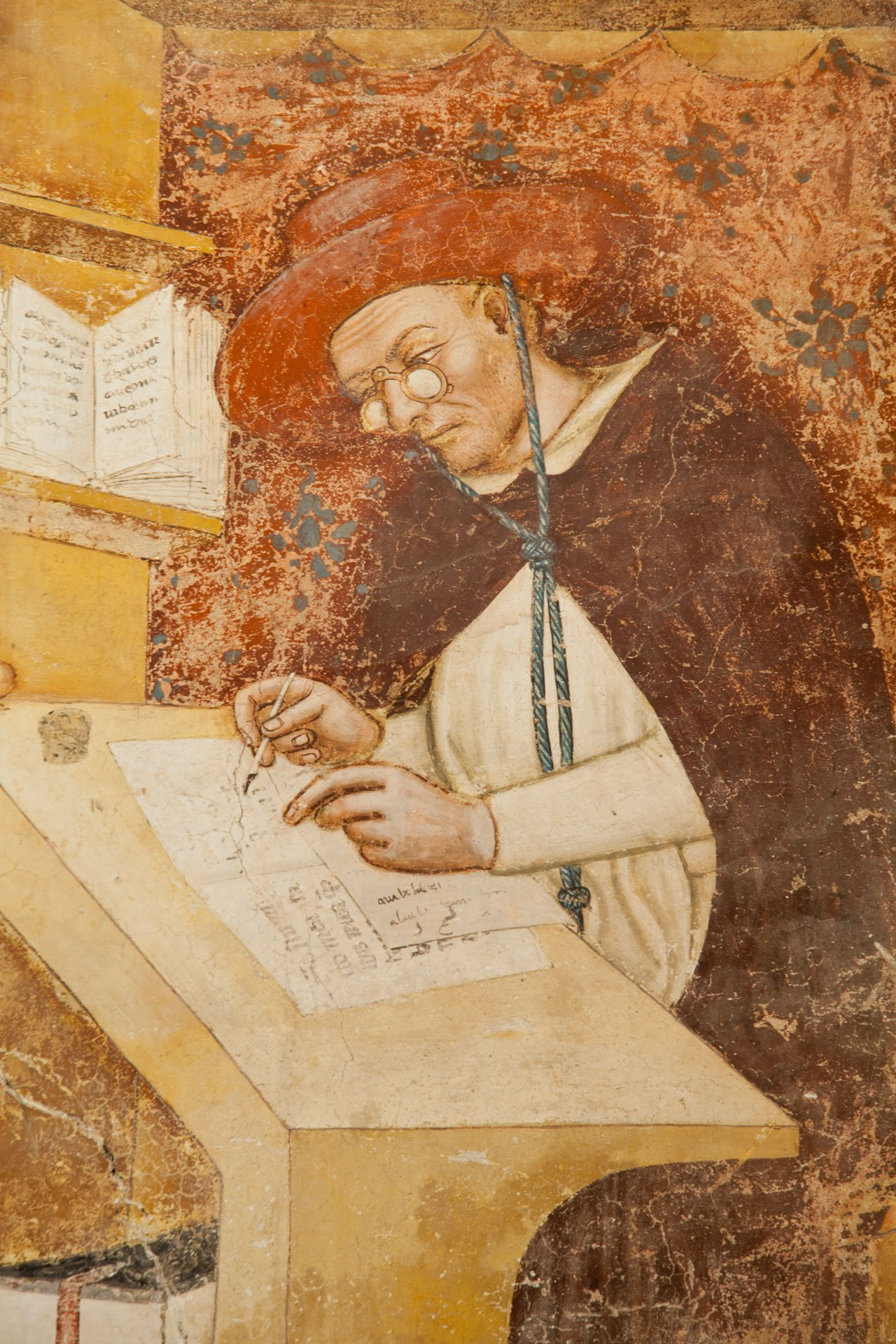
Hugues de Saint-Cher op een fresco uit 1352: oudst bekende afbeelding van een bril

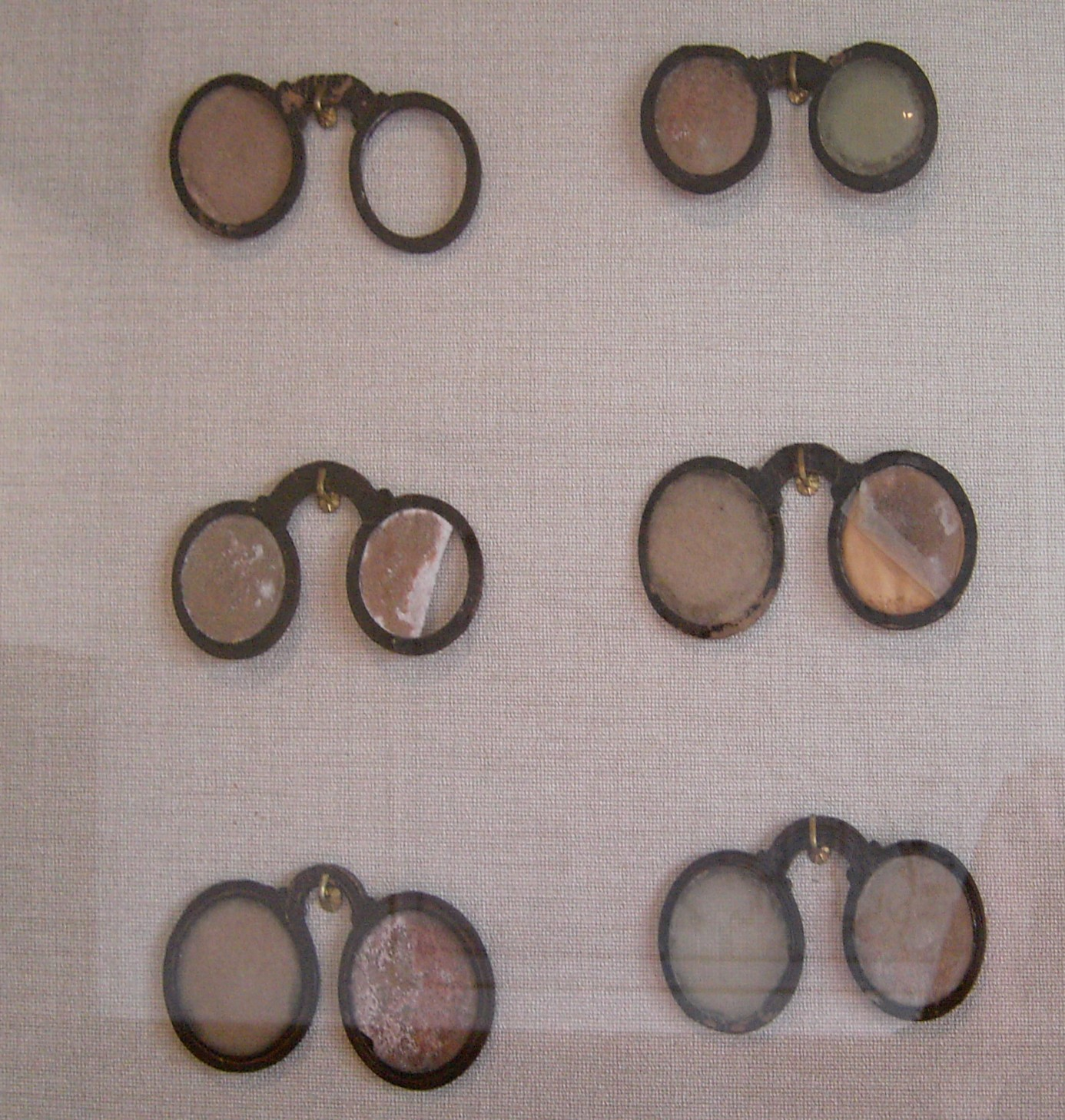
Zestiende-eeuwse pince-nez-brillen

Het woord 'bril' komt van het mineraal beril. Dat werd vroeger gebruikt om brillenglazen van te slijpen.
Geschiedschrijvers melden dat keizer Nero door een smaragd naar de gladiatorengevechten keek. Men vermoedt dat hij dat deed omdat hij bijziend was. Dit is dan de oudste vermelding van wat een bril kan worden genoemd. Smaragd is een variëteit van beril.
Vanaf 1280 wordt er in Italië melding gemaakt van lenzen die gebruikt werden om het gezichtsvermogen te verbeteren. Het is mogelijk dat in die tijd ook al een soort brillen in gebruik waren in de Arabische wereld en in China, maar de gegevens daarover zijn nogal vaag. Mogelijkerwijze is deze uitvinding in de 13e eeuw op een niet nader vast te stellen plaats gedaan en heeft zij zich vervolgens snel over een groot gebied verbreid.
In de middeleeuwen kon alleen de bovenlaag van de bevolking lezen. Dat is een van de redenen dat de bril alleen door bemiddelde mensen gebruikt werd. Met de boekdrukkunst werd ook de behoefte aan brillen groter. In eerste instantie was het vinden van een geschikte bril, waarmee je beter kon kijken, een kwestie van uitproberen; oogmetingen bestonden er in die tijd nog niet.
De eerste brillen waren voor vérziende en/of oudziende mensen, vooral oudere monniken die moeite hadden met het lezen.

### Uitvoering
Aanvankelijk bevond de lens zich in een standaard, die met de hand werd vastgehouden. De op de neus geklemde bril (knijpbril of pince-nez) met twee glazen kwam wat later. Een andere uitvoering, vooral bekend van Duitse officieren, is het oogglas, dat in de huidplooien om het oog werd vastgehouden. Veel van deze brillen werden aan een koordje gedragen, zodat ze niet konden vallen.
Ook kwamen er brillen met aan een zijde een stokje om vast te houden, een zogenaamde lorgnet.
De moderne bril, met veren (in de volksmond aangeduid als poten) die de bril achter de oren bevestigen, dateert pas uit de vroege 18e eeuw, en wordt het eerst in Engeland vermeld.
Deze bril werd aanvankelijk lelijk gevonden en ijdele dragers gaven de voorkeur aan een knijpbril of lorgnon, die af en toe tevoorschijn werd gehaald. Voordeel van de moderne bril is dat hij permanent kan worden gedragen waarbij de handen vrij blijven.

## Brilgebruik
In Nederland draagt 62% van de bevolking een bril als hulpmiddel. In België heeft ongeveer de helft van de bevolking een bril nodig. In de Verenigde Staten bedraagt dit percentage zelfs 75%. Het percentage mensen dat baat heeft bij een bril neemt elk jaar toe, als gevolg van vergrijzing. In Nederland steeg het aantal gebruikers van een bril of contactlenzen tussen 1985 en 2012 met 11%.
Ook in ontwikkelingslanden hebben velen een bril nodig, maar in grote delen van die landen zijn onvoldoende brillen beschikbaar: zo was in 2008 slechts één optometrist op miljoen inwoners beschikbaar in landen in Afrika ten zuiden van de Sahara. Joshua Silver, hoogleraar natuurkunde en directeur van het Centre for Vision in the Developing World aan de Universiteit van Oxford, heeft een bril met verstelbare sterkte ontwikkeld, voor een prijs van nog geen € 15,00. Tussen twee vellen heldere kunststof zit siliconenolie, waarvan de druk naar behoefte kan worden veranderd om de juiste bollingen en daarmee de juiste brilsterkte te realiseren. Hij voorziet tot 2020 een behoefte aan een miljard van dergelijke brillen. In 2008 waren er al 30.000 verdeeld over 15 landen, waarvan twee derde beschikbaar is gesteld in het kader van humanitaire programma's.
Een geheel andere oplossing voor dit probleem van ontwikkelingslanden wordt geboden door stichting Focus on vision in Eindhoven, die goedkope brillen ontwikkelde waarin dubbele glazen ten opzichte van elkaar verschuifbaar zijn om de effectieve sterkte in te stellen.